# Arthun
Arthun és un municipi francès situat al departament del Loira i a la regió d'Alvèrnia-Roine-Alps. L'any 2007 tenia 486 habitants.

## Demografia

### Població
El 2007 la població de fet d'Arthun era de 486 persones. Hi havia 200 famílies de les quals 48 eren unipersonals (24 homes vivint sols i 24 dones vivint soles), 76 parelles sense fills, 68 parelles amb fills i 8 famílies monoparentals amb fills.
La població ha evolucionat segons el següent gràfic:
Habitants censats

### Habitatges
El 2007 hi havia 236 habitatges, 204 eren l'habitatge principal de la família, 9 eren segones residències i 23 estaven desocupats. 230 eren cases i 6 eren apartaments. Dels 204 habitatges principals, 172 estaven ocupats pels seus propietaris, 29 estaven llogats i ocupats pels llogaters i 3 estaven cedits a títol gratuït; 4 tenien dues cambres, 19 en tenien tres, 63 en tenien quatre i 118 en tenien cinc o més. 138 habitatges disposaven pel capbaix d'una plaça de pàrquing. A 82 habitatges hi havia un automòbil i a 108 n'hi havia dos o més.

### Piràmide de població
La piràmide de població per edats i sexe el 2009 era:
| Homes | Edats   | Dones |
| ----- | ------- | ----- |
| 0     | 95 o +  | 4     |
| 0     | 90 a 94 | 0     |
| 0     | 85 a 89 | 0     |
| 8     | 80 a 84 | 4     |
| 12    | 75 a 79 | 8     |
| 16    | 70 a 74 | 8     |
| 4     | 65 a 69 | 16    |
| 16    | 60 a 64 | 16    |
| 12    | 55 a 59 | 12    |
| 8     | 50 a 54 | 24    |
| 12    | 45 a 49 | 12    |
| 8     | 40 a 44 | 12    |
| 32    | 35 a 39 | 24    |
| 16    | 30 a 34 | 16    |
| 24    | 25 a 29 | 8     |
| 12    | 20 a 24 | 8     |
| 12    | 15 a 19 | 8     |
| 32    | 10 a 14 | 16    |
| 20    | 5 a 9   | 16    |
| 20    | 0 a 4   | 0     |

## Economia
El 2007 la població en edat de treballar era de 330 persones, 235 eren actives i 95 eren inactives. De les 235 persones actives 219 estaven ocupades (124 homes i 95 dones) i 16 estaven aturades (6 homes i 10 dones). De les 95 persones inactives 34 estaven jubilades, 30 estaven estudiant i 31 estaven classificades com a «altres inactius».

### Ingressos
El 2009 a Arthun hi havia 215 unitats fiscals que integraven 532,5 persones, la mediana anual d'ingressos fiscals per persona era de 16.294 €.

### Activitats econòmiques
Dels 11 establiments que hi havia el 2007, 6 eren d'empreses de construcció, 2 d'empreses de comerç i reparació d'automòbils, 1 d'una empresa d'hostatgeria i restauració i 2 d'empreses classificades com a «altres activitats de serveis».
Dels 6 establiments de servei als particulars que hi havia el 2009, 3 eren paletes, 2 guixaires pintors i 1 lampisteria.
L'any 2000 a Arthun hi havia 23 explotacions agrícoles que ocupaven un total de 711 hectàrees.

## Equipaments sanitaris i escolars
El 2009 hi havia una escola elemental integrada dins d'un grup escolar amb les comunes properes formant una escola dispersa.

## Poblacions més properes
El següent diagrama mostra les poblacions més properes.